# Вестмінстер (боро)
Вестмінстер (англ. City of Westminster, МФА: [wɛstmɪnstər]) — адміністративний округ, боро, і один з історичних районів Великого Лондона, який утворює західну частину центру міста.
Вже протягом кількох століть Вестмінстер має статус «сіті». 1965 року він став частиною церемоніального графства Великий Лондон.

## Географія
Займає площу 21 км², знаходиться на захід від історичного центру Лондона і на північ від річки Темзи, межує на півночі з районом Кемден, на сході з Лондонським Сіті і районом Ламбет, на півдні з районом Вандзверт, на південному заході з районом Кенсінгтон і Челсі, на північному заході з районом Брент.

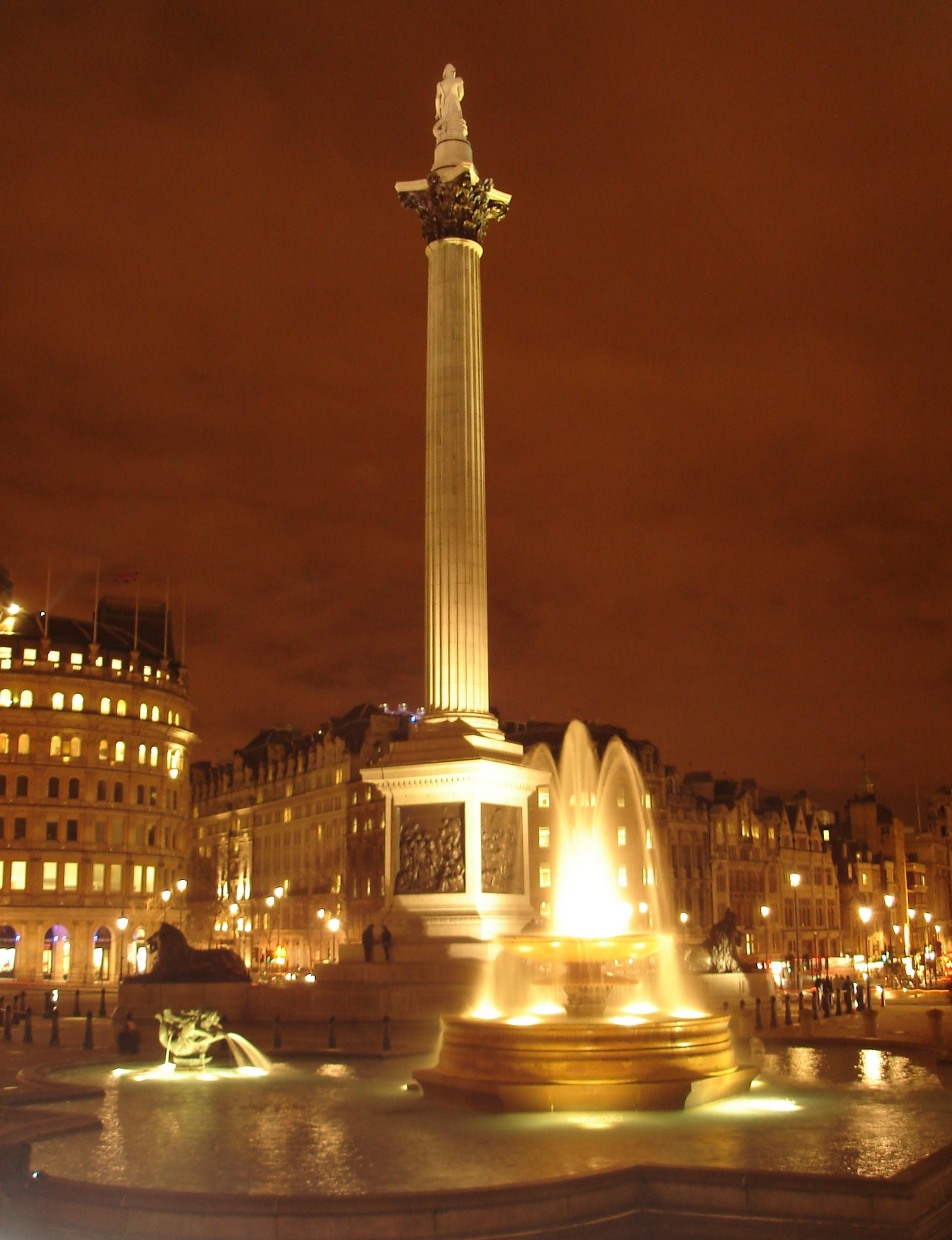
Трафальгарська площа

## Опис
На території Вестмінстера знаходиться велика частина району Вест-Енд, а також резиденція британського уряду, Вестмінстерський палац, Уайтхол, Королівський судовий двір (Верховний суд). У Вестмінстері розташовується також більшість туристичних визначних пам'яток міста. Вест-Енд — центр нічного життя, тут знаходиться так званий Клубленд, район знаменитих англійських клубів джентльменів.

## Населення
За підсумками перепису населення 2001 року в Вестмінстері офіційно проживало 181 286 жителів, при середній щільності населення 8441 чол./км². Однак реальна цифра може становити близько 230 000 жителів.

## Політика
Вестмінстер управляється районною радою, що складається з 59 депутатів, обраних в 20 округах. В результаті останніх виборів 45 місць у раді займають консерватори.

## Вулиці
У Вестмінстері розташовані такі відомі вулиці як Мелл, Пікаділлі, Уайтхол, Даунінг-стріт і Бейкер-стріт.

## Райони
- Бейсвотер
- Вест-Енд
- Вестмінстер
- Гайд-парк
- Квінз-Парк
- Ковент-Гарден, у т. ч. Королівський театр Ковент-Гарден
- Мейофер
- Сент-Джонс-Вуд
- Сохо
- Мільбанк
- Мерілібон
- Сент-Джеймсіз